# 海西郡
海西郡（かいさいぐん）は尾張国にかつて存在した郡である。本項では美濃国海西郡を分割する前の歴史について述べる。

## 歴史
平安時代後期に尾張国海部郡が東西に分割されてできた。分割された当時の東西の郡境は二之枝川（現在の三宅川から善太川へと流れた木曽川の派川）であったと推測される。
1586年（天正14年）の木曽川の大洪水により、美濃国との境に流れていた木曽川が郡内のほぼ中央を流れるようになった。このため、豊臣秀吉の命により、1589年（天正17年）に新しい木曽川を尾張国と美濃国の境とし、2国にまたがる郡となった。江戸時代に入ると、海東郡との郡境は佐屋川へと移った。
郡区町村編制法の施行により、1878年（明治11年）12月20日に尾張国に属する区域に愛知県海西郡が、1879年（明治12年）2月18日に美濃国に属する区域に岐阜県海西郡がそれぞれ行政区画として発足した。
また1880年（明治13年）、三重県の桑名郡の一部を愛知県海西郡が編入した。